# Horn-Expedition

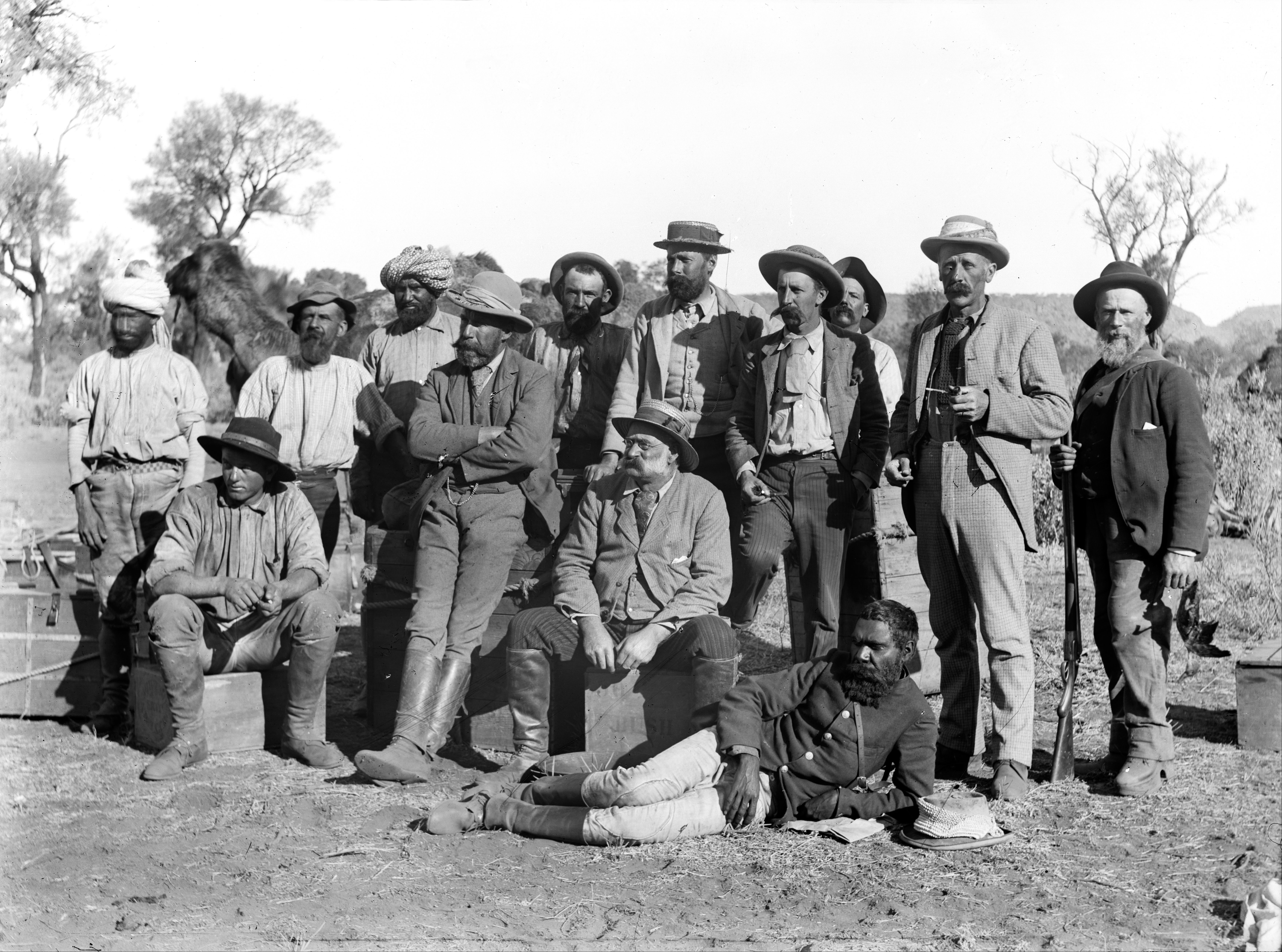
Mitglieder der Expedition bei Ankunft in Alice Springs (1894), von rechts: Francis W. Belt, C. Laycock, Edward Stirling, Ralph Tate, J. Alexander Watt, Walter Baldwin Spencer, Charles Winnecke, G. A. Keartland, Harry (Prospektor), afghanische Kameltreiber Moosha und Guzzie Balooch, weiterer Kameltreiber

Die Horn-Expedition war die erste wissenschaftliche Expedition zum Studium der Naturgeschichte des zentralen Australiens, die im vom Mai bis in den August 1894 stattfand.

## Expeditionsteilnehmer
Die Teilnehmer der Expedition reisten von Adelaide bis zum Bahnhof in Oodnadatta, South Australia, um anschließend auf australischen Kamelen bis zum Sedimentbecken des Finke River bei Alice Springs in den Northern Territory und des Macdonnell Ranges zu reiten.
Diese Expedition wurde von William Austin Horn ausgerüstet und finanziert, einem reichen Land- und Bergwerksbesitzer, der die Expedition zu Beginn begleitete. Das Gebiet, das erforscht wurde, lag im Land der Aborigines der Arrernte und Luritja, die die Teilnehmer der Expedition unterstützten und ihnen naturhistorische Besonderheiten erklärten, sowie Artefakte und Informationen bereitwillig gaben.
Teilnehmende Wissenschaftler der Expedition waren Walter Baldwin Spencer (Zoologe und Fotograf), der Edward Charles Stirling (Anthropologe), Ralph Tate (Geologe und Botaniker), J. A. Watt (Geologe und Mineraloge), C. Winnecke (Meteorologe), der die Expedition führte. Der Expedition schloss sich Francis James Gillen an und weitere Teilnehmer waren George Arthur Keartland (Ornithologe), ein Koch und vier afghanische Kamelführer. Ferner wurden einheimische Aborigines als Führer in Teilen der Expedition engagiert.

## Forschungsergebnisse

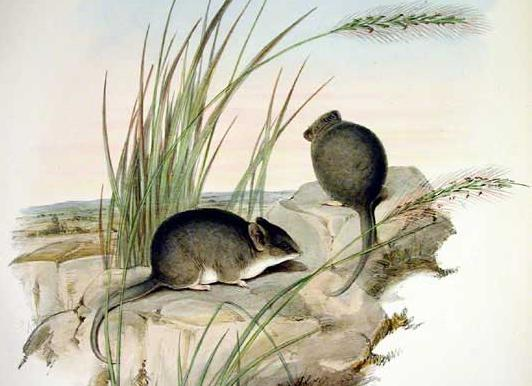
Sminthopsis macroura

Unter den Ergebnissen der Expedition waren neue zahlreiche Spezies der Säugetiere wie die Beutelmausarten Pseudantechinus macdonnellensis und Sminthopsis psammophila und Sminthopsis macroura, Kowari, Central Rock Rat, Shark Bay Mouse, Sandy Inland Mouse, Spinifex Hopping Mouse. Ferner wurden erstmals Fische Zentralaustraliens gesammelt und beschrieben. Funde belegten, dass Fische in der Wüste die Trockenzeit durch eine Sommerruhe überleben und die Flut für ihr Überleben große Bedeutung hat.